# Ciclismo ai Giochi della XXXII Olimpiade - Americana femminile
Le gare di americana femminile dei Giochi della XXXII Olimpiade si sono svolte il 6 agosto al velodromo di Izu. Si tratta dell'esordio olimpico di questa specialità.
La competizione ha visto la partecipazione di 30 atlete di 15 nazioni.

## Programma
Tutti gli orari sono UTC+9
| Data          | Ora (UTC+9) | Turno     |
| ------------- | ----------- | --------- |
| 6 agosto 2021 | 17:15       | Americana |

## Regolamento
La gara di americana o madison femminile si svolge su 120 giri (30 km), con 12 volate intermedie ogni 10 giri. 
Lo scopo dell'americana è quello di conquistare più giri possibili sul gruppo, cercando la fuga e rientrando nel gruppo stesso: la classifica sarà infatti stilata in base al numero di tornate completate da ciascuna squadra (che vuole anche dire in base al numero di giri di ritardo dalla coppia vincitrice). A parità di giri, si considerano ai fini della graduatoria i punti conquistati nelle volate intermedie: per ogni volata vengono assegnati, come nella corsa individuale, 5 punti al primo classificato, 3 al secondo, 2 al terzo e 1 al quarto. In caso di parità sia di giri sia di punti, si terrà conto del piazzamento nell'ultima volata.

## Risultati
| Atleta                                 | Nazione       | Punti | Giri | Posizione |
| -------------------------------------- | ------------- | ----- | ---- | --------- |
| Katie Archibald Laura Kenny            | Gran Bretagna | 78    | 1    |           |
| Amalie Dideriksen Julie Leth           | Danimarca     | 35    | 1    |           |
| Gulnaz Khatuntseva Marija Novolodskaja | ROC           | 26    | 1    |           |
| Amy Pieters Kirsten Wild               | Paesi Bassi   | 21    |      | 4°        |
| Clara Copponi Marie Le Net             | Francia       | 19    |      | 5°        |
| Daria Pikulik Wiktoria Pikulik         | Polonia       | 9     |      | 6°        |
| Georgia Baker Maeve Plouffe            | Australia     | 9     |      | 7°        |
| Elisa Balsamo Letizia Paternoster      | Italia        | 2     |      | 8°        |
| Megan Jastrab Jennifer Valente         | Stati Uniti   | 1     |      | 9°        |
| Jolien D'Hoore Lotte Kopecky           | Belgio        | -18   | -1   | 10°       |
| Rushlee Buchanan Jessie Hodges         | Nuova Zelanda | -39   | -2   | 11°       |
| Franziska Brauße Lisa Klein            | Germania      | -40   | -2   | 12°       |
| Shannon McCurley Emily Kay             | Irlanda       | DNF   | DNF  | 13°       |
| Yumi Kajihara Kisato Nakamura          | Giappone      | DNF   | DNF  | 14°       |
| Leung Bo Yee Pang Yao                  | Hong Kong     | DNF   | DNF  | 14°       |